# Улекс густой
У́лекс густо́й, или Утёсник густо́й (лат. Ulex densus) — вид цветковых растений рода Улекс (Ulex) семейства Бобовые (Fabaceae).

## Ботаническое описание
Низкорослый ветвящийся кустарник до 0,5 м высотой, образует густые компактные подушки. Внутри стебли коричневые, а снаружи — ярко-зелёные. Наружные ветви опушённые, с колючками (бывшими листьями) до 3 см длиной. Колючки тонкие, очерёдно расположенные, прямые, вторичные колючки до 1,5 см длиной. Филлоиды с широкой пластинкой, похожие на листья, мягкие.
Прицветники 0,6—1,5 × 0,4—0,7 мм, равной или меньшей ширины, чем цветоножки, овальные, треугольные или линейные, опушённые или неопушённые. Цветоножки 2,5—5 мм. Чашечка (10,5)12—14(16,5) мм. Венчик 12,5—15 × 6,5—10 мм, гладкий.
Плод по длине равен чашечке или чуть короче, с 1—2 семенами. Семена 2—2,3 × 2,5—2,9 мм.
Хромосомный набор 2n = 64.

## Распространение и местообитание
Растёт в западной Португалии на высоте 0—250 м над уровнем моря. Произрастает в дубовых лесах, как правило, на известняковых почвах.